# Charles Dullin
Charles Dullin (n. 8 mai 1885, Yenne, Savoie, Franța – d. 11 decembrie 1949, Paris, Île-de-France, Franța) a fost un regizor de teatru, actor de teatru și film francez.
A fost unul dintre fondatorii Cartelului celor Patru (în franceză Cartel des quatre) în 1927, alături de Louis Jouvet, Gaston Baty și Georges Pitoëff.

## Biografie

### Origini și tinerețe

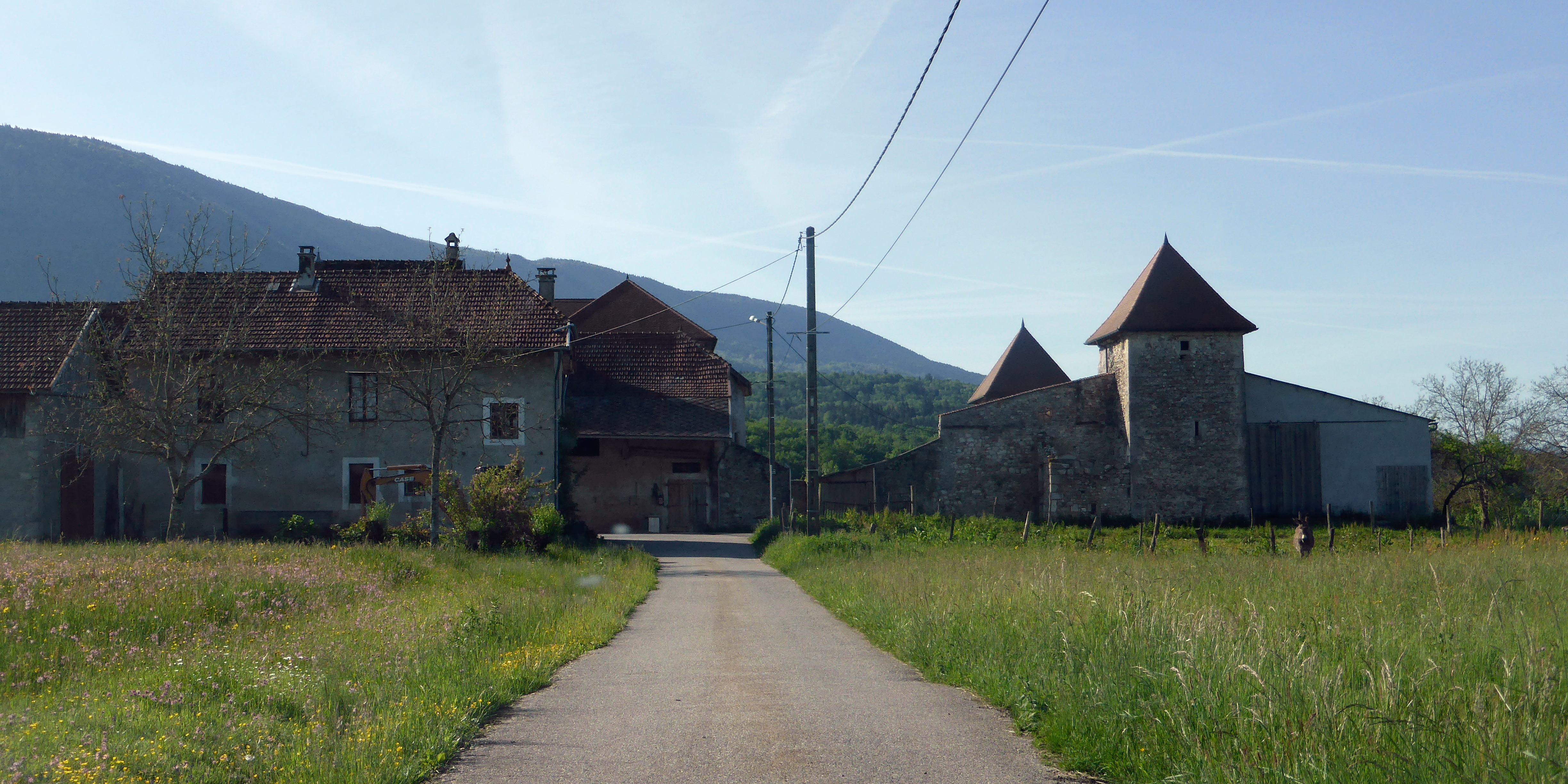
Casa fortificată a castelului Châtelard, locul de naștere a lui Charles Dullin.

Charles Édouard François Marie Dullin s-a născut la Yenne (Savoia) la 12 mai 1885, fiind fiul lui Jacques Dullin, notar și judecător de pace, și al soției sale, Camille Vouthier. A fost cel mai mic dintre cei optsprezece copii ai familiei. Părinții săi locuiau în casa fortificată a castelului Châtelard din Yenne, moștenită de tatăl său.
Conform dorinței mamei sale, care își dorea ca el să devină preot, Charles Dullin a intrat în 1896 la micul seminar din Le Pont-de-Beauvoisin (Savoia). A plecat acolo forțat, plângând de furie. Abia după moartea părinților săi, la vârsta de 17 ani, a părăsit seminarul și a început să se îndrepte spre teatru.
A locuit mai întâi la Lyon, în casa uneia dintre surorile sale, și a avut diverse slujbe (într-un birou de executor judecătoresc, într-o fabrică de tricotaje etc.), care însă nu i se potriveau. În acea perioadă, s-a împrietenit cu Henri Béraud, Albert Londres, Achille Berger și Georges Rouquayrol, toți tineri și lipsiți de bani. În 1903, au decis să plece din Lyon la Paris.

### Nașterea unei vocații
Charles Dullin și-a făcut debutul pe scenă în 1904, la Théâtre des Gobelins, jucând în Aventurile căpitanului Corcoran. Acesta a fost doar un început modest, iar în paralel recita versuri (în special din Baudelaire, Verlaine și Villon) în cabaretul Au Lapin Agile. De asemenea, a avut roluri mici la Théâtre de Grenelle, sub conducerea lui Larochelle.
În 1906, a fost remarcat la Lapin Agile de André Antoine, care l-a angajat la Théâtre de l'Odéon, unde a interpretat rolul lui Cinna în Iulius Cezar.
Primul său mare succes a venit însă în 1911. La Au Lapin Agile, Robert d’Humières a fost impresionat de recitarea sa a Baladei Spânzuraților de François Villon. Astfel, Dullin a obținut primul său rol important la Théâtre des Arts, condus de d’Humières, unde l-a interpretat pe Smerdiakov în Frații Karamazov de Feodor Dostoievski, într-o punere în scenă semnată de Jacques Copeau.
Sub îndrumarea lui Jacques Copeau și în colaborare cu Louis Jouvet (care juca și el în Frații Karamazov), Charles Dullin a participat în 1913 la fondarea Théâtre du Vieux-Colombier. Devenit mâna dreaptă a lui Copeau, a locuit o perioadă pe domeniul acestuia din Limon, unde s-a reunit trupa pe care au format-o împreună, alcătuită din Blanche Albane, Jane Lory, Roger Karl, Jean Villard, Suzanne Bing și Louis Jouvet.
În acea perioadă, Dullin și-a perfecționat interpretarea personajului Harpagon din Avarul de Molière, un rol care a devenit cu adevărat specialitatea sa de-a lungul carierei. Aspectul său fizic îl ajuta să intre în acest personaj: în copilărie, o serie de convulsii îi afectaseră coloana vertebrală, conferindu-i o postură ușor gârbovită, ceea ce îi dădea o aparență distinctă.
A jucat, de asemenea, în L'Annonce faite à Marie de Paul Claudel. În acea perioadă, a început să mediteze asupra necesității de a-și crea propria școală de artă dramatică și o companie teatrală. Partenera sa de atunci, dansatoarea Caryathis (viitoarea soție a lui Marcel Jouhandeau), l-a încurajat să devină independent.

### Omul de teatru
În 1914, Charles Dullin a fost reformat, dar s-a înrolat voluntar și a plecat pe front într-un regiment de dragoni pedeștri. Timp de doi ani, a trăit în tranșee, unde obișnuia să recite versuri pentru soldați.
A fost rănit în 1917 și demobilizat. După aceasta, a părăsit Franța și s-a alăturat trupei Vieux-Colombier în Statele Unite. Alături de Jacques Copeau, și-a continuat activitatea la Garrick Theater din New York.
Întors în Franța în 1919, Charles Dullin a părăsit trupa Vieux-Colombier și s-a alăturat companiei lui Firmin Gémier, alături de care a jucat, printre altele, în Îmblânzirea scorpiei de Shakespeare. A plecat în turneu cu Gémier în Germania ocupată, însă dorința de a avea propria sa companie teatrală devenea tot mai puternică.
După revenirea în Franța, a decis să-l părăsească pe Gémier și, în iulie 1921, s-a stabilit în cătunul Néronville (Château-Landon, Seine-et-Marne), unde a început să joace pe o scenă improvizată. L-au însoțit mai mulți actori, printre care Génica Athanasiou (o tânără actriță româncă), Marguerite Jamois (fostă actriță a lui Gémier), Magdeleine Bérubet, Jean Mamy, Vassili Kouchitachchvili (zis Kouchita) și Lucien Arnaud.

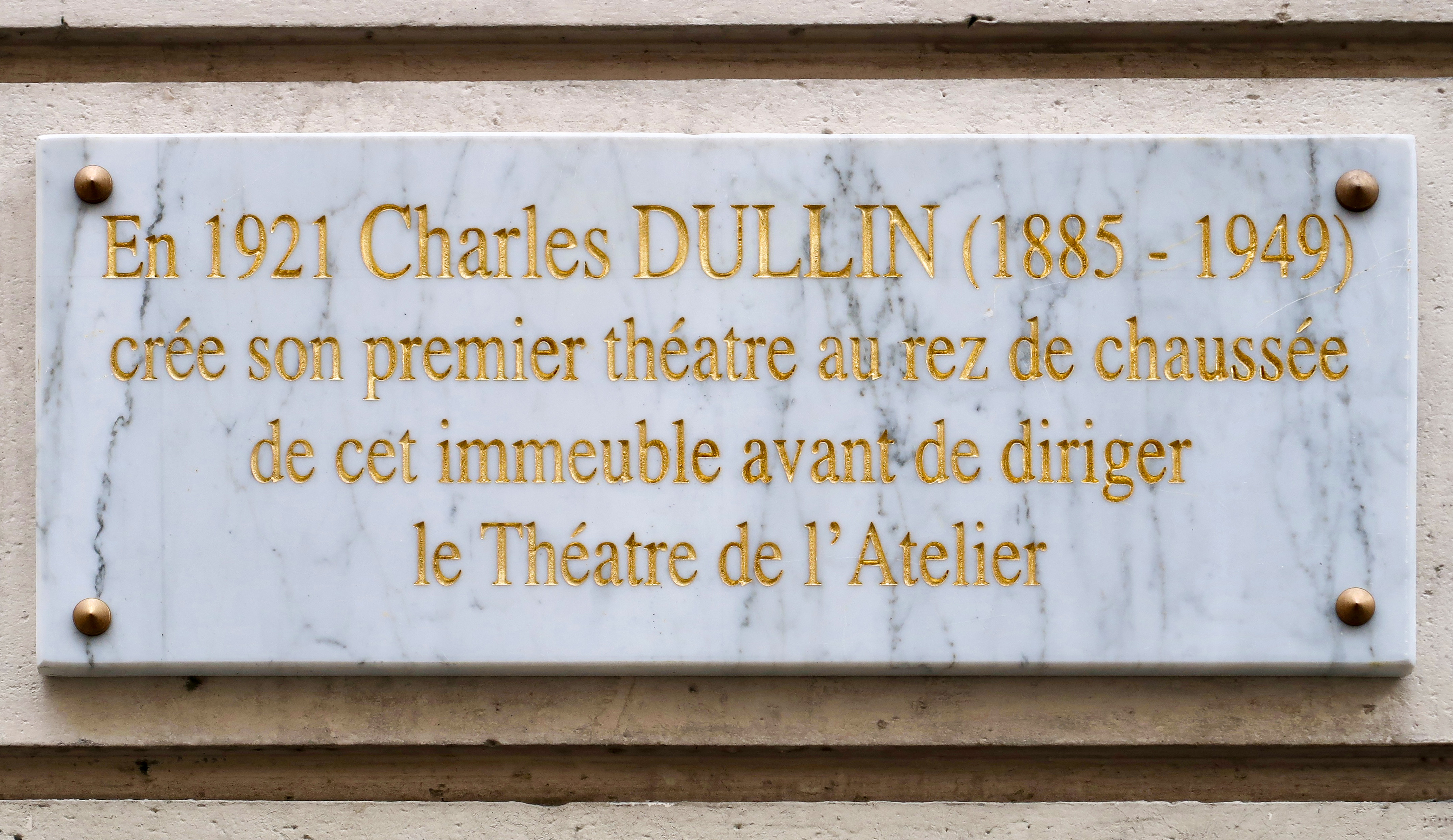
Placă memorială, 7 rue Honoré-Chevalier (arrondismentul 6, Paris).

### Teatrul Atelier
Această companie nouă a luat numele de Atelier, printr-un manifest care preciza că „Atelierul nu era o întreprindere teatrală, ci un laborator de încercări dramatice”. S-a instalat la Paris, la nr. 7 din rue Honoré-Chevalier, lângă Saint-Sulpice, pe rue des Ursulines, la Vieux-Colombier (invitat de Copeau), înainte de a se stabili definitiv, în octombrie 1922, în place Dancourt, în fostul teatru Montmartre, care a devenit Théâtre de l'Atelier.
Acest nou teatru, unde Dullin transmitea lecțiile primite de la Copeau (formarea actorilor și prioritatea acordată textului), a cunoscut un succes deosebit cu Chacun sa Vérité de Pirandello și Voulez-vous jouer avec moa? de Marcel Achard. A pus în scenă și autori contemporani, precum Armand Salacrou, fără a exclude clasicii, cum ar fi Shakespeare sau Aristofan, și a obținut succese critice datorită regiei spectacolelor Volpone de Ben Jonson (1928, adaptat de Jules Romains și Stefan Zweig) și Avarul de Molière.
În școala sa „laborator”, Dullin a format actori precum Antonin Artaud (care și-a întâlnit acolo marea iubire, Génica Athanasiou), Tania Balachova, Raymond Rouleau, Julien Bertheau, Marcel Herrand, Étienne Decroux, Jean-Louis Barrault, Jean Marais, Madeleine Robinson, Jean Vilar...
În 1927, alături de Louis Jouvet, Gaston Baty și Georges Pitoëff, a fondat „Cartelul celor Patru”, având ca scop promovarea unui teatru non-comercial și opoziția față de „teatrul de bulevard”. Cartelul celor Patru, alături de André Barsacq, Jean-Louis Barrault, Jean Vilar și Jean-Paul Sartre, a impulsionat mișcarea de reînnoire a teatrului francez, care avea să ducă la apariția unui „teatru descentralizat popular”.
În 1930, s-a stabilit într-un cătun din orașul Crécy-la-Chapelle, unde a scris mai multe piese.
În 1940, Charles Dullin a cedat Teatrul Atelier lui André Barsacq, care fusese scenograful său din 1927. A preluat apoi conducerea Teatrului Sarah-Bernhardt, redenumit Teatrul Cité (actualul Teatru de la Ville). Acolo și-a mutat școala de artă dramatică, unde profesorii erau Fernand Ledoux, Jean-Louis Barrault, Madeleine Robinson și Jean-Paul Sartre. Astfel, în 1943, Dullin a montat la Teatrul Cité piesa Les Mouches de Sartre.

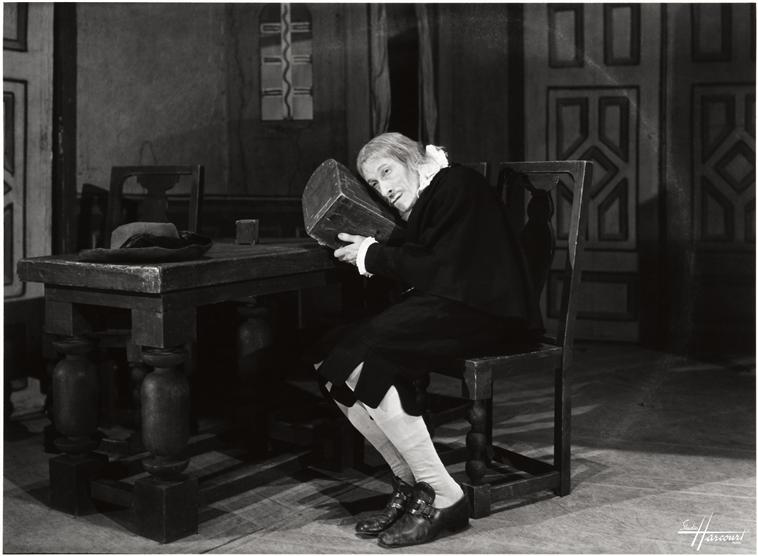
Charles Dullin în Avarul, în 1944.

În acea perioadă, a locuit la Paris, la nr. 49 din rue de La-Tour-d'Auvergne, într-un apartament ocupat, în secolul precedent, de Juliette Drouet. De asemenea, a petrecut frecvent timp în casa pe care Simone Jollivet o deținea la Férolles (Crécy-la-Chapelle), unde i-a reîntâlnit pe Simone de Beauvoir și Jean-Paul Sartre, vărul lui S. Jollivet.
În urma unor grave conflicte cu orașul Paris, Charles Dullin a părăsit direcția Teatrului Cité în 1947. A refuzat conducerea unui teatru european la Geneva și s-a alăturat echipei Teatrului Montparnasse, condus de una dintre fostele sale eleve de la Atelier, Marguerite Jamois. Acolo a pus în scenă Archipel Lenoir de Salacrou.
În timpul unui turneu la Lyon, unde a montat La Marâtre de Simone Jollivet, s-a îmbolnăvit grav.

### Învățământ
Cunoscut pentru calitatea cursurilor sale, bazate pe improvizație, mim și studiul clasicilor, a avut printre elevii săi, printre alții, pe Madeleine Robinson, Jean Marais, Jean-Jacques Lagarde, Marcel Marceau, Jean Vilar, Jean-Louis Barrault, Roger Blin, Roland Petit, Jacques Dufilho, Pierre Clémenti, Georges Vandéric, Alain Cuny, Isaac Alvarez, Serge Lhorca și Tonia Cariffa.

### Viața personală
La 14 octombrie 1919, Charles Dullin s-a căsătorit cu actrița Marcelle Jeanniot, de la Teatrul Odéon, în arondismentul 17 din Paris. Aceasta era fiica pictorului Pierre Georges Jeanniot și fusese anterior căsătorită cu André Lebey.
În perioada Teatrului Atelier, probabil în anii 1930, s-a despărțit de Marcelle (decedată în 1965) și a trăit alături de Simone Jollivet, actriță și regizoare în trupa sa.

### Deces
Charles Dullin a murit pe 11 decembrie 1949, la spitalul Saint-Antoine din arondismentul 12 al Parisului. A fost înmormântat în cimitirul din Crécy-la-Chapelle, pe partea Rue Sente des Gains (Seine-et-Marne).